# Spielmann (Sage)
Der Spielmann ist eine Sagengestalt der Stadt Monheim am Rhein, welche schriftlich erstmals 1837 durch den bergischen Heimatdichter Vinzenz Jakob von Zuccalmaglio in einer Geschichte „Der lustige Spielmann von Monheim“ in der Sammlung „Die Vorzeit der Länder Cleve-Mark, Jülich-Berg und Westphalen“ fixiert wurde.
Als fahrender Musikant kam der Spielmann der Sage nach 1615 erstmals über den Rhein zur Monheimer Kirmes – allerdings zu Fuß und dabei noch Geige spielend! Daraufhin sollte er wegen Teufelskunst vor ein geistliches Gericht gestellt werden. Der damalige Amtmann von Monheim nahm den Spielmann aber dahingehend in Schutz, dass der Wasserstand des Rheines so niedrig sei, dass man ihn zu Fuß durchqueren könne. Einzig das Geige spielen wurde als Frevel verurteilt und mit einer Strafe belegt. Seitdem ist der Spielmann nie mehr nach Monheim gekommen. Natürlich wurde aber weiter von ihm berichtet, auch unter dem Namen „der alte Gott“, da eines seiner Lieder mit den Worten „Der alte Gott lebt noch“ begann.
Seit 1955 tritt der Spielmann als lebendige Gestalt gemeinsam mit der Monheimer Gänseliesel als Traditionspaar im Monheimer Karneval auf. Traditionell wird der Spielmann dabei vom anderen Rheinufer mit einem Boot übergeholt.
Auch eine Kneipe in der Monheimer Altstadt ist nach der Traditionsfigur „Spielmann“ benannt.

## Weblink
- Monheim-Lexikon: Gänseliesel und Spielmann.